# O Oriente

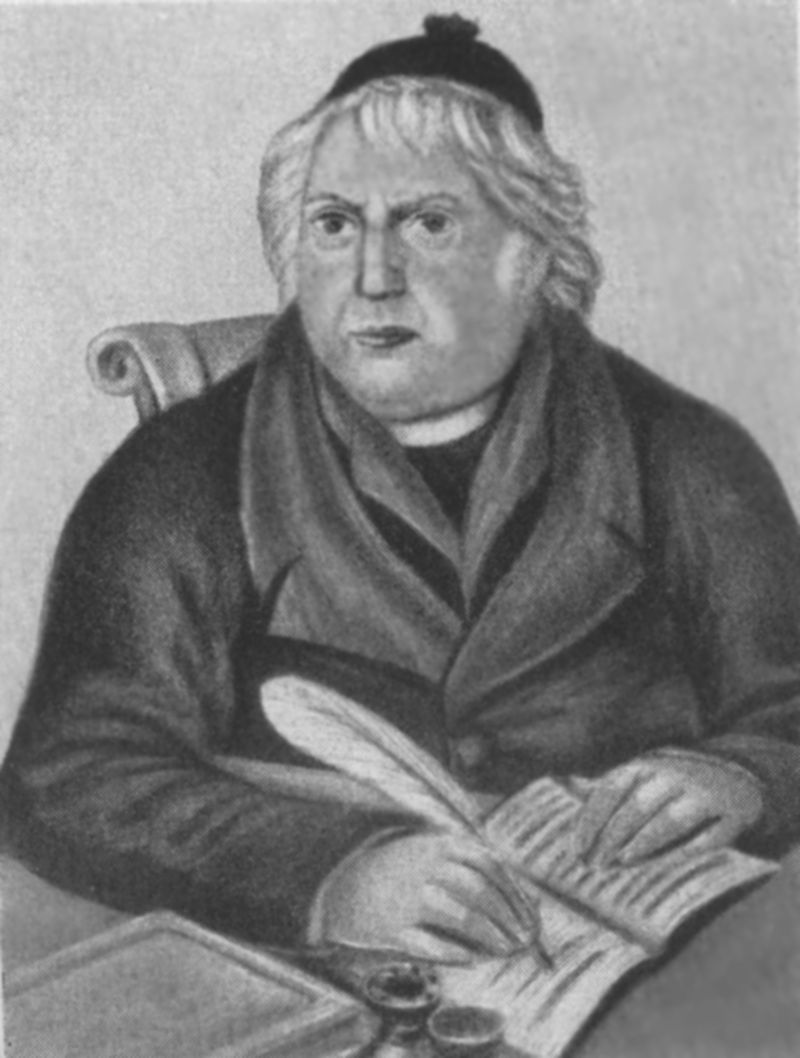
José Agostinho de Macedo,
autor de O Oriente (1814).

O Oriente (1814) é um poema épico, em doze cantos, de José Agostinho de Macedo.

## Poema
A chegada dos Lusíadas ao Oriente — leia-se, a descoberta do caminho marítimo para a Índia, o tema desta epopeia — tinha já sido cantada em Os Lusíadas (1572) por Luís de Camões, autor que José Agostinho critica duramente no Discurso Preliminar do seu poema.
Enquanto que o Herói cantado por Camões é coletivo — "o peito ilustre lusitano", ou seja, o povo português –, já n'O Oriente o Herói é um apenas: Vasco da Gama.
Algumas partes do poema narrativo anterior de José Agostinho, o Gama (1811) — também escrito em oitava rima — foram adaptadas e incluídas no novo poema.
O Oriente é publicado pela primeira vez em Lisboa, em 1814.
Começa o poema (Canto I. 1.) —
"Canto a sublime Empreza, e o Lusitano,
Que, toda rodeando a Africa ardente,
A furia assoberbou do vasto Oceano,
E abrio as portas do vedado Oriente:
Com mais valor que he dado a peito humano,
As bases foi lançar do Império ingente,
Que fez, crescendo em paz, crescendo em guerra,
Os portugueses immortaes na Terra."
Podem ser citados também, para exemplo, os seguintes versos:
"Das obras dos mortaes fecha a lembrança."
— Canto 1.º Oit. 2.ª
"Das urnas sepulcraes surge a memoria."
— Canto 1.º Oit. 4.ª
"Tira mais alto som de épica tuba."
— Canto 1.º Oit. 9.ª

## Recepção
As primeiras críticas ao poema O Oriente surgiram sobretudo como resposta ao seu Discurso Preliminar, em que José Agostinho de Macedo põe em causa o estatuto "divino" de Luís de Camões. O autor foi acusado de tentar "emendar Camões", e de querer suplantar as Lusíadas. José Agostinho, assumidamente, considerava que a sua própria Epopeia era "a menos defeituosa possível."
António Maria do Couto publica, em 1815, um folheto intitulado "Manifesto critico, analytico, e apologetico", "em que se defende o insigne vate Luiz de Camõs, da mordacidade do discurso preliminar, que precede ao poema Oriente; e se demonstrão os infinitos erros do mesmo poema." Nuno Álvares Pereira Pato Moniz, por seu turno, publica também em 1815 o seu "Exame analytico e parallelo do poema Oriente do R. do José Agostinho de Macedo com a Lusiada de Camões." José Agostinho, em resposta, funda O Espectador Portuguez, jornal de crítica em que várias vezes defende o seu Oriente, "depenando" a análise do "senhor Pato".
Já a obra de Raymundo Manoel da Silva Estrada, "Confrontação minuciosa dos dois poemas Lusiadas, e Oriente", ou "Defensa imparcial do grande Luiz de Camões contra as invectivas, e embustes do discurso preliminar do Oriente composto pelo padre José Agostinho de Macedo, em que se prova as suas falsas originalidades", só foi impressa em 1834, apesar de ter sido escrita durante a vida do autor.
Juízo sobre O Oriente por José Maria da Costa e Silva:
«A Fabula d'este Poema é sem artificio, os caracteres defeituosos ou apenas esboçados, o maravilhoso é mesquinho e ás vezes absurdo; os Episodios são umas vezes pouco interessantes, outras mal ligadas com a acção. O estylo é monoto, frio, frequentemente plebeu, falto de colorido poético e de movimento affectuoso. A repetição de idéas, os logares communs, as sentenças triviaes, a versificação languida e monotona tornam a sua leitura cansada e fastidiosa. Debalde se procura um pensamento brilhante e novo, um rasgo sublime, uma pintura energica, um d'aquelles versos vibrados que electrisam a alma, e se gravam na memoria. Tudo pallido e desanimado; nada que respire enthusiasmo ou que interesse o coração. A linguagem é em geral rasteira e ás vezes incorrecta. Algumas outavas bem fabricadas, algumas comparações, alguns trechos de boa poesia, mas em pequeno numero, são todo o merito d'este poema, mas estas bellezas não resgatam os defeitos, e muito menos podem soffrer o parallelo com as dos Lusíadas.»
Segundo António Pedro Lopes de Mendonça, O Oriente "é o poema mais abstruso e incongruente que tem produzido a inteligência humana. José Agostinho de Macedo resolveu um difícil problema, o de escrever milhares de versos, sem um único raio de poesia."